# Ярослав Боучек (футболіст)
Ярослав Боучек (чеськ. Jaroslav Bouček, 13 грудня 1912, Черношице — 10 жовтня 1987, Прага) — чехословацький футболіст, що грав на позиції півзахисника.
Виступав, зокрема, за клуб «Спарта» (Прага), а також національну збірну Чехословаччини. Чотириразовий чемпіон Чехословаччини. Володар Кубка Мітропи.

## Клубна кар'єра
У дорослому футболі дебютував 1930 року виступами за команду клубу «Спарта» (Прага). Зіграв кілька матчів у переможному для команди розіграші чемпіонату Чехословаччини 1931—1932, хоча посеред сезону перейшов до складу французького клубу «Ренн», де провів два сезони.
До складу «Спарти» повернувся 1933 року. Швидко став ключовим гравцем празької команди, за яку відіграв наступні вісім сезонів своєї ігрової кар'єри. Грав на позиції центрального півзахисника, вміло підключався до атак, відзначався вдалою грою головою. Складав сильне тріо півзахисників клубу і збірної Йозеф Коштялек — Ярослав Боучек — Еріх Србек. Ще тричі виборював титул чемпіона Чехословаччини, а також двічі перемагав у кубку Середньої Чехії. У 1937 році став автором єдиного і переможного гола у переграванні фіналу кубка проти «Славії».
У 1935 році став володарем Кубка Мітропи. У фінал змагань «Спарта» переграла угорський «Ференцварош» — 1:2, 3:0. Через рік клуб знову дійшов до фіналу, але поступився «Аустрії» — 0:0, 0:1. Загалом у Кубку Мітропи зіграв у 1933—1939 роках 35 матчів і ділить за цим показником 12 місце з партнером по команді Еріхом Србеком.
У складі «Спарти» загалом зіграв 333 матчі.
Завершив професійну ігрову кар'єру у клубі «Вікторія» (Пльзень), у складі якої виступав протягом 1941—1942 років.
Помер 10 жовтня 1987 року на 75-му році життя у місті Прага.
| Дата       | Місто    | Господарі      | Результат | Гості          | Турнір                             | Голи | Примітки |
| ---------- | -------- | -------------- | --------- | -------------- | ---------------------------------- | ---- | -------- |
| 25.03.1934 | Коломбо  | Франція        | 1 – 2     | Чехословаччина | товариський матч                   | -    |          |
| 02.09.1934 | Прага    | Чехословаччина | 3 – 1     | Югославія      | товариський матч                   | -    |          |
| 14.10.1934 | Женева   | Швейцарія      | 2 – 2     | Чехословаччина | Кубок Центральної Європи 1933—1935 | -    |          |
| 17.03.1935 | Прага    | Чехословаччина | 3 – 1     | Швейцарія      | Кубок Центральної Європи 1933—1935 | -    |          |
| 26.05.1935 | Дрезден  | Німеччина      | 2 – 1     | Чехословаччина | товариський матч                   | -    |          |
| 22.09.1935 | Будапешт | Угорщина       | 1 – 0     | Чехословаччина | Кубок Центральної Європи 1933—1935 | -    |          |
| 27.10.1935 | Прага    | Чехословаччина | 2 – 1     | Італія         | Кубок Центральної Європи 1933—1935 | -    |          |
| 09.02.1936 | Париж    | Франція        | 0 – 3     | Чехословаччина | товариський матч                   | 1    |          |
| 22.03.1936 | Відень   | Австрія        | 1 – 1     | Чехословаччина | Кубок Центральної Європи 1936—1938 | -    |          |
| 26.04.1936 | Прага    | Чехословаччина | 1 – 0     | Іспанія        | товариський матч                   | -    |          |
| 27.09.1936 | Прага    | Чехословаччина | 1 – 2     | Німеччина      | товариський матч                   | -    |          |
| 18.10.1936 | Прага    | Чехословаччина | 5 – 2     | Угорщина       | Кубок Центральної Європи 1936—1938 | -    |          |
| 15.05.1937 | Прага    | Чехословаччина | 1 – 3     | Шотландія      | товариський матч                   | -    |          |
| 23.05.1937 | Прага    | Чехословаччина | 0 – 1     | Італія         | Кубок Центральної Європи 1936—1938 | -    |          |
| 03.10.1937 | Прага    | Чехословаччина | 5 – 4     | Югославія      | товариський матч                   | -    |          |
| 13.10.1937 | Прага    | Чехословаччина | 4 – 0     | Латвія         | товариський матч                   | -    |          |
| 24.10.1937 | Прага    | Чехословаччина | 2 – 1     | Австрія        | Кубок Центральної Європи 1936—1938 | -    |          |
| 07.11.1937 | Софія    | Болгарія       | 1 – 1     | Чехословаччина | Відбір до ЧС 1938                  | -    |          |
| 01.12.1937 | Лондон   | Англія         | 5 – 4     | Чехословаччина | товариський матч                   | -    |          |
| 08.12.1937 | Глазго   | Шотландія      | 5 – 0     | Чехословаччина | товариський матч                   | -    |          |
| 03.04.1938 | Базель   | Швейцарія      | 4 – 0     | Чехословаччина | Кубок Центральної Європи 1936—1938 | -    |          |
| 18.05.1938 | Прага    | Чехословаччина | 2 – 2     | Ірландія       | товариський матч                   | -    |          |
| 05.06.1938 | Гавр     | Чехословаччина | 3 – 0     | Нідерланди     | ЧС 1938                            | -    |          |
| 12.06.1938 | Бордо    | Чехословаччина | 1 – 1     | Бразилія       | ЧС 1938                            | -    |          |
| 14.06.1938 | Бордо    | Чехословаччина | 1 – 2     | Бразилія       | ЧС 1938                            | -    |          |
| 07.08.1938 | Сульна   | Швеція         | 2 – 6     | Чехословаччина | товариський матч                   | -    |          |
| 28.08.1938 | Загреб   | Югославія      | 1 – 3     | Чехословаччина | товариський матч                   | -    |          |
| 04.12.1938 | Прага    | Чехословаччина | 6 – 2     | Румунія        | товариський матч                   | -    |          |
| 27.08.1939 | Прага    | Чехословаччина | 7 – 3     | Югославія      | товариський матч                   | -    |          |
| 22.10.1939 | Прага    | Чехословаччина | 5 – 5     | Австрія        | товариський матч                   | -    | 40'      |
| 12.11.1939 | Вроцлав  | Німеччина      | 4 – 4     | Чехословаччина | товариський матч                   | -    |          |
| Усього     |          | Матчів         | 31        |                | Голів                              | 1    |          |

## Титули і досягнення
- Чемпіон Чехословаччини (4):

«Спарта» (Прага): 1931–1932, 1935–1936, 1937–1938, 1938–1939
- Володар Кубка Мітропи (1):

«Спарта» (Прага): 1935
- Фіналіст Кубка Мітропи (1):

«Спарта» (Прага): 1936
- Володар Середньочеського кубка (2):

«Спарта» (Прага): 1934, 1936
- Віце-чемпіон світу: 1934

## Цікаві факти
- У 1936 році разом з кількома іншими партнерами по клубу «Спарта» знявся у фільмі про футбол «Наша одинадцятка»
- Його батько був мером рідного міста Черношице